# Trichocentrum pumilum
Trichocentrum pumilum là một loài lan được tìm thấy ở Brasil đến đông bắc Argentina.

## Hình ảnh

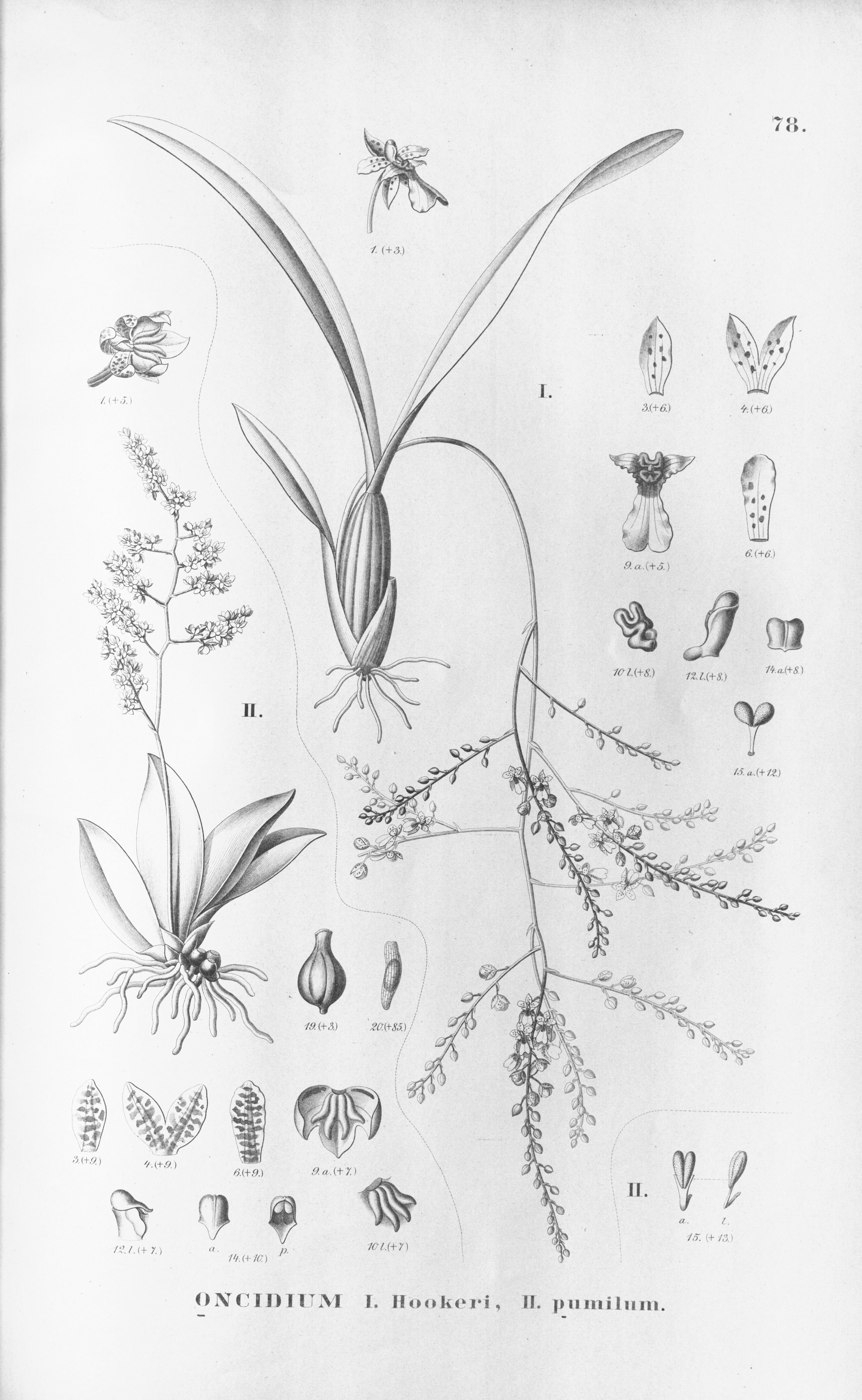
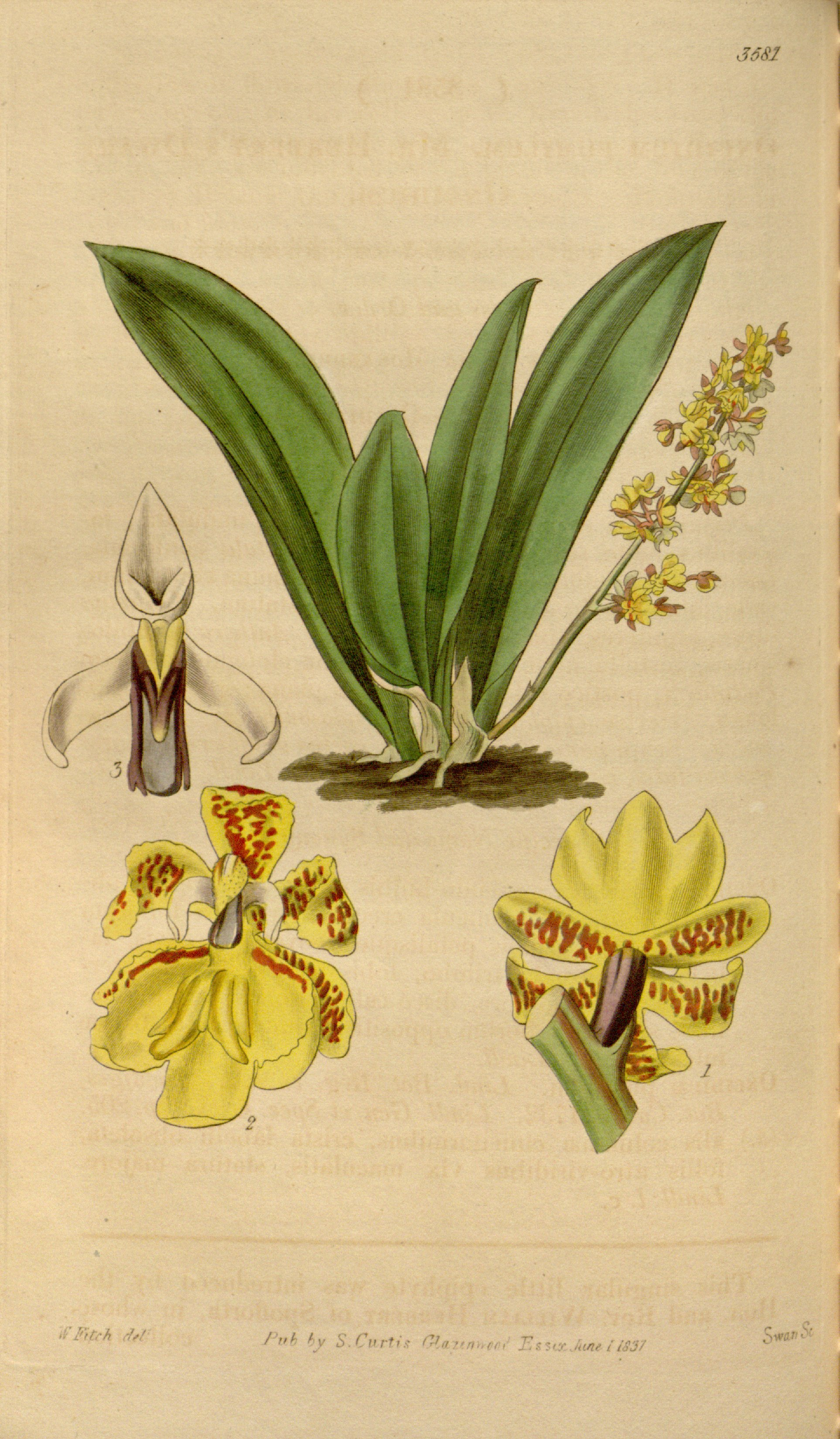